# Джуф, Чам
Алью (Алиу) Эбрима Чам Джуф (англ. Alieu Ebrima Cham Joof; 22 октября 1924 — 2 апреля 2011), широко известный как Альхаджи Чам Джуф (Alh. A.E. Cham Joof) — гамбийский историк, писатель
, обозреватель, политический и профсоюзный деятель, ведущий и директор радиопрограммы, организатор скаутского движения. Панафриканист и африканский националист, выступавший за независимость Гамбии в колониальную эпоху.

## Биография

### Семья, учёба, скаутинг
Чам Джуф родился 22 октября 1924 года в семье из народов серер и волоф в Батерсте (ныне Банжул), столице Гамбии. Он был третьим ребенком и старшим сыном Эбримы Джуфа (1887—1949) и Аджи Анны Самбы (1896 — 9 апреля 1977). По отцовской линии он был потомком династии Джуф (Диоф по французскому написанию в Сенегале) из Сине и Салума и династии Нджие (Ндиайе по французскому написанию в Сенегале) из Джолофа. По материнской линии он приходился внучатым племянником Тафсиру Са Лолли Джабу Самбе — сенегамбийскому джихадисту XIX века, советнику Мабы Диаху Ба и одному из командиров его армии. Чам Джуф был старшим братом гамбийского адвоката Альхаджи Бай Моди Джуфа.
Чам Джуф начал свое обучение незадолго до своего 12-летия, затем учился в англиканской школе Святой Марии и средней школе Св. Августина. Во время учёбы в средней школе Чам Джуф был страстным футболистом и вратарём школьной команды. Его любимыми предметами были история и религиоведение. Он закончил школу в 1945 году, что совпало с окончанием Второй мировой войны. После учебы он устроился на работу в CFAO (Compagnie Française de l’Afrique Occidentale), где до 1962 года работал коммерческим клерком.
Чама Джуфа называют «старейшиной скаутства в Гамбии». Он работал в скаутском движении «Волчонок» с 1938 по 2005 год, когда ушел с поста президента Национального скаутского совета Гамбии; много писал об истории скаутинга в Гамбии. В 1943 году он был назначен руководителем гамбийского контингента бойскаутов, направлявшегося в Мали. В конце 1940-х годов Чам Джуф, представляя скаутское движение Гамбии, произнёс речь перед королем Георгом VI в Лондоне. Совет скаутов Гамбии назначил его представлять молодёжь на церемонии коронации королевы Елизаветы II в июне 1953.

### Антиколониальный активизм
Под руководством преподобного Дж. К. Фая и И. М. Гарба-Джахумпы Чам Джуф занялся политикой и в 1954 году, победив своего оппонента Пола Нджи, был избран членом городского совета в Центральном Банжуле. Он снова баллотировался в 1958 году, на этот раз без конкурентов. Находясь в Совете, Чам Джуф занимал несколько должностей, в том числе: председателя группы по колониям (эквивалент отдела физического планирования Министерства местного самоуправления) и председателя комитета по паркам, открытым пространствам и кладбищам, а в 1961 году он был назначен членом Королевского комитета по визиту королевы Елизаветы II в Гамбию. В 1960 году он был избран социальным секретарем Демократической партии Гамбии (ранее Партия Конгресса Гамбии), первой политической силы страны, членом которой он был с момента создания. Назначение Чама Джуфа на этот пост способствовало его политической карьере, сделав его видным общественным деятелем в масштабе всей Гамбии.
Чам Джуф провёл серию кампаний против британской колониальной администрации и за независимость Гамбии. Год спустя того, как в 1957 году независимость была предоставлена Гане, Чам Джуф и его политические соратники сформировали Общепартийный комитет, в который вошли политические лидеры и вожди. Целью было самоуправление и самоопределение страны. Комитету потребовалось 18 месяцев, чтобы разработать всеобъемлющую конституцию под лозунгом «Самоуправление сейчас», но когда они представили её государственному секретарю по делам колоний (Алану Ленноксу Бойду) через британского губернатора, почти 75 % их предложений были отклонены; к тому же.госсекретарь во время однодневного визита в Гамбию отказался встретиться с составителями требований, сославшись на «плотный график».

### «Демонстрация хлеба с маслом»
Отказ британской администрации предоставить Гамбии независимость стал поводом к «Демонстрации хлеба с маслом» 1959 года. Подойдя к резиденции колониальных властей, протестующие скандировали лозунги «Мы хотим прав и справедливости» и «Хотим хлеба с маслом» (что дало название всему событию). Чаму Джуфу и его соратникам было отказано в аудиенции у государственного секретаря по делам колоний, а британским полевым силам было приказано избить безоружных демонстрантов и применить против них слезоточивый газ. Демонстранты отказались подчиниться и настаивали на встречи с госсекретарем. В разгар этого суперинтендант полиции отпечатал: «Любой, кого увидят поблизости от дома губернатора, будет предан суду и заключён в тюрьму на срок 5 лет».
Чаму Джуфу и некоторым его коллегам было предъявлено обвинение в «подстрекательстве общественности к неподчинению законам страны». Он и его товарищи, такие как Криспин Грей Джонсон (не путать с Криспином Грей-Джонсоном, государственным секретарем высшего образования с 2008 года) и М. Б. Джонс (оба принадлежали к этнической группе аку), были арестованы и стали политическими заключёнными. Их гамбийский адвокат Бамба Сахо бросил вызов колониальным властям, сославшись на Декларацию прав человека и свободу собраний, и генеральный прокурор в итоге освободил их.

### Независимость
Под эгидой Альянса демократического конгресса (DCA) Чам Джуф выступил на выборах в Законодательный совет 1960 года против Пьера Сарра Н’джи, но потерпел поражение, а его оппонента британское правительство назначило в следующем году главным министром Гамбии. Это решение противоречило желанию многих гамбийских избирателей, поскольку П.С. Н’джи был в меньшинстве в Совете, уступая Дауде Кайрабе Джаваре (который позже станет первым президентом Гамбии). В итоге, Совет был распущен, и в июле 1961 года в Ланкастер-хаусе в Лондоне состоялась конституционная конференция.
Чам Джуф с партией присоединились к ведущей левоцентристской Народно-прогрессивной партии в 1962 году, сформировав Альянс PPP/DCA. От этого нового политического союзе Чам Джуф снова безуспешно баллотировался против П.С. Н’джи. В 1964 году в Мальборо-хаусе в Лондоне была проведена еще одна Конституционная конференция с участием всех партий по определению даты вступления в силу Акта о независимости Гамбии, и окончательно она назначена на 18 февраля 1965 года, когда Гамбия наконец стала независимым государством. Хотя Чам Джуф был членом Народно-прогрессивной партии первого президента Дауды Джавары, он так и не стал в ней важной политической фигуре ни до, ни после обретения независимости.

### Профсоюзная деятельность
Участие Чама Джуфа в профсоюзном движении было вдохновлено Эдвардом Фрэнсисом Смоллом — выходцем из народа аку, который в 1928—1929 годах сформировал первый профсоюз в стране — Профсоюз Батерста (и провёл первую забастовку), а в 1935 году — Профсоюз Гамбии. В колониальную эпоху не существовало Совета по контролю над заработной платой, и гамбийские трудящиеся были обязаны либо согласиться на выплачиваемую им низкую заработную плату, либо уйти с работы. Чтобы противостоять этому, Эдвард Фрэнсис организовал национальную забастовку, которая продлилась 82 дня. Однако стачка не достигла своей главной цели, поскольку низкие зарплаты и принудительное налогообложение продолжались вплоть до 1961 года.
В сезон торговли арахисом 1961 года Чам Джуф как член Специального комитета и его коллеги по Профсоюзу рабочих Гамбии организовали национальную забастовку в защиту поденных рабочих, продолжавшуюся пять дней. Момоду Эбрима Джаллоу, бывший в то время лидером Профсоюза рабочих Гамбии, получил задачу согласовать условия заработной платы с Торговой палате, а та объявила ему, что работникам будет выплачена заработная плата, если Джаллоу убедит их вернуться к работе. Джаллоу сообщил рабочим об успешных переговорах, но Чам Джуф, с подозрением относившийся к британской администрации, был убеждён, что Джаллоу обманывают. Чтобы выразить свое неодобрение, Чам Джуф вышел на сцену и приказал всем работникам не возвращаться на работу до тех пор, пока не будут выполнены их требования по заработной плате. Джаллоу упрекнул Чама Джуфа на языке волоф: «Вы поджигаете нацию», на что тот ответил, что сожжёт её дотла.
Чам Джуф, возглавив демонстрацию в Банжуле, собрал её у своего дома и создал забастовочный комитет, который готовил письма протеста с петициями и рассылал их международным организациям, включая ООН. Узнав об аресте Джаллоу, Чам Джуф повёл своих последователей к полицейскому участку на Бакл-стрит и потребовал его немедленного освобождения. Он мобилизовал поддержку работников в сфере торговли, государственных служащих и Всемирной ассамблеи молодежи, и Джаллоу был освобождён из тюрьмы. Колониальные власти, видя, что гамбийские рабочие поддерживают демонстрацию, обратилась за помощью с подкреплением к британской администрации Сьерра-Леоне. Вместо огромных сил в Гамбию были отправлены два комиссара для подготовки доклада о внесении поправок в Закон о профсоюзах и создания Объединённого промышленного совета, председателем которого в начале 1960-х годов был назначен Чам Джуф.

### Панафриканизм
С 1960-х годов Чам Джуф выделялся как один из ведущих панафриканистов в Гамбии. Он присутствовал на первой конференции Панафриканского молодежного движения, которая состоялась в Тунисе в 1960 году, и второй конференции в 1961 году в Танзании. На этих конференциях он встретился с первым президентом Танзании Джулиусом Ньерере и провёл политические дискуссии с президентом Замбии Кеннетом Каундой, с которым он делил самолёт.
На первой в истории конференции Организации африканского единства, состоявшейся 1 мая 1963 года в Аддис-Абебе, Чам Джуф выступил перед членами с речью, в которой сказал:
«Не прошло и 75 лет, как за столом в Германии собрались европейские державы, каждая из которых держала кинжал, чтобы расчленить Африку ради своей выгоды… Ваш успех вдохновит и ускорит свободу и полную независимость африканского континента, искоренит империализм и колониализм с континента и, в конечном итоге, неоколониализм со всего земного шара… Неудача же, которой не желает ни один истинный африканец в Африке, продлит нашу борьбу с горечью и разочарованием. Поэтому я заклинаю вас игнорировать любые предложения за пределами Африки… учитывая, что настоящая цивилизация, о которой разглагольствуют некоторые крупные державы, зародилась в Африке, и понимая, что всему миру есть чему поучиться у Африки, вы приложите все усилия, чтобы прийти к соглашению, спасти Африку от лап неоколониализма и воскресить африканские достоинство, мужественность и национальную стабильность».

### Политика в независимой Гамбии
После того, как президент Яхья Джамме захватил власть в 1994 году в результате военного переворота, некоторые гамбийские деятели, такие как сам Чам Джуф, доктор Ленри Питерс, Дейда Хидара и епископ Соломон Тилева Джонсон, вошли в состав Национального консультативного комитета, задача которого заключалась в обеспечении быстрого и плавного перехода обратно к демократическому правлению. Однако многие раскритиковали президента Яхью Джамме за невыполнение отчёта и рекомендаций этого комитета, придя к выводу, чтот тот создал этот комитет лишь для того, чтобы придать респектабельность и легитимность своему режиму.
В 2002 году Чам участвовал в создании подразделения Хансарда в Национальном собрании. В том же году он был назначен членом Международного комитета по разрешению споров.
Чам Джуф умер 2 апреля 2011 года, незадолго до своего 87-летия, в своем доме в Бакау (город в Гамбии).

## История и работа в СМИ
В 1967 году, будучи генеральным секретарем Профсоюза фермеров, птицеводов и рыбаков Гамбии, Чам Джуф отправился в отель «Атлантик» в Банжуле, чтобы встретиться со своим коллегой по профсоюзному движению Ирвингом Брауном из Американской федерации труда. Случайно увидевший Чама Джуфа его бывший подопечный по скаутскому движению, который был в составе группы Алекса Хейли, познакомил его с этим афроамериканским писателем, который отправился в Гамбию в поисках своих корней. Чам Джуф с тремя своими друзьями вызвались помочь с исследованием и опросом гамбийцев. Итоговая книга Хейли «Корни: Сага об американской семье» и телешоу по его мотивам получили широкую известность, хотя и оспаривались некоторыми специалистами по генеалогии.
Чам Джуф присоединился к Радио Гамбии в качестве внештатного диктора в 1968 году. Во время работы на Радио Гамбии он был назначен программным директором передачи под названием «Чосани Сенегамбия» («История Сенегамбии»). Предварительно записанная программа была результатом сотрудничества между Радио Гамбии и Радио Сенегала Во многих случаях сенегальские историки выступали в прямом эфире студии Радио Гамбия и наоборот. Чам Джуф и его команда журналистов путешествовали по Гамбии и Сенегалу, беря интервью у старейшин, чтобы рассказать историю Сенегамбии. Чам Джуф был сторонником возрождения сенегамбийской культуры и местных языков и к 1974 году был назначен главой отдела местных языков. Он ушёл из радиовещания в 1982 году
Чам Джуф выступал топографическим консультантом процесса переименований улиц в Банжуле 22 августа 1998 года в попытке отдалить город от его колониального прошлого, сообщая об истории улиц Банжула, известных семьях, живших там и их значении для истории Сенегамбии.
Чам Джуф был постоянным обозревателем и автором статей в газете The Point, а также в разделе «History Corner» журнала Weekend Observer (выходная газета The Daily Observer) в 1993—1996 годах.
В последние годы жизни Чам Джуф стал по совместительству преподавателем истории в Университете Гамбии. Позже студенты университета ходили слушать лекции к нему домой. Он также является автором нескольких книг и рукописей по истории Гамбии и Сенегамбии.
Некоторые из работ Чама Джуфа включают:
- Gambia, Land of our heritage
- The history of the Banjul Mosque[18]
- Senegambia, The land of our heritage
- The history of the Bushell. Origin of The Gambia Chamber of Commerce & Industries
- Getting to know The Gambia[19]
- Reviving a culture that had refused to die (1995)
- The calendar of historical events in The Gambia, 1455—1995 (1995)
- The Research Committee of Mbootaayi Xamxami Wolof
- The Centenary of Muhammedan School, 1903—2003. The First School Built by Muslim Community in Bathurst. A Memory Lane.
- The lives of the Great Islamic Scholars and Religious leaders of Senegambia. (November 1998)
- Banjul, The Gambia
- From: Freedom. To: Slavery. The evil that men do. Lives after them. Alex Haley’s «Roots»
- The century of historic events in The Gambia. Third Edition, 1900—1999.
- Ethnic groups of The Gambia. 1990
- The history of Fanal (January 1991)
- Party politics in The Gambia, 1945—1970
- The visit of the venerable Sheikh Alhaji Sekou Umar (Futi) Taal, Njol Futa to The Gambia. A visit which illuminates a whole nation.
- Know your country, General knowledge, Questions
- Know your country, General knowledge, Answers
- The Adventurer
- The traditional way of life in Gambian society
- The root cause of the bread and butter demonstration, s.n. (1959)
- Banjul Daemba 1816—1999 Tagator (1999)

## Организации, основанные при участии Чама Джуфа
- В 1957 году Чам Джуф основал первое гамбийское молодёжное движение под названием «Центральный совет молодежи Гамбии». Он был генеральным секретарем этого Совета и помогал в строительстве штаб-квартиры Совета в Банжуле.
- Чам Джуф был членом-учредителем и секретарем Компании развития Гамбии. Эта компания была основана в 1964 году и, как сообщается, способствовала развитию туризма в Гамбии.
- В 1965 году Чам Джуф основал Bathurst Studios. Целью этой студии было обучение молодых людей практическим навыкам, таким как промыслы и ремёсла. Эта студия разработала и изготовила герб городского совета Банжула.
- Профсоюз фермеров, птицеводов и рыбаков Гамбии был основан Чамом Джуфом, ставшим его генеральным секретарем, в 1966 году.
- Мбоотаайи Ксамксами Волоф (Ассоциация мудрости волофов) была основана в 1978 году. Чам Джуф был секретарём этой Ассоциации.
- Чам Джуф стал соучредителем и действующим председателем ECCO в Гамбии (Организация образования через культуру и коммуникации) — «неправительственной организации, заинтересованной в продвижении и сохранении местной культуры»[20].